# Лукас Каньїсарес
Лукас Каньїсарес Кончелло (ісп. Lucas Cañizares Conchello, 10 травня 2002, Валенсія) — іспанський футболіст, воротар клубу «Реал Кастілья».

## Клубна кар'єра
Вихованець клубів «Сьютат де Валенсія» і «Альборая», а 2014 року потрапив до академії столичного клубу «Реал Мадрид». 3 2021 року став грати за резервну команду «Реал Кастілья».
У лютому 2023 року потрапив до заявки основної команди на Клубний чемпіонат світу 2022 року в Марокко, але на турнірі був дублером Андрія Луніна і на поле не виходив, а його команда стала чемпіоном світу.

## Виступи за збірну
У 2018 році зіграв один матч за юнацьку збірну Іспанії до 17 років. 

## Особисте життя
Лукас є сином колишнього футболіста, воротаря збірної Іспанії Сантьяго Каньїсареса.

## Титули і досягнення
- Переможець Клубного чемпіонату світу (1): 2022